# Irmãos Metralha
Os Irmãos Metralha são personagens fictícios das histórias em quadrinhos e animações da Walt Disney Company, uma família que também é uma quadrilha de ladrões atrapalhados. Visto terem as feições caninas de humanóides da banda desenhada Disney, associado ao nome original em inglês, Beagle Boys, implica-se que os Metralhas são beagles antromopórficos.
Geralmente tentam roubar a caixa forte do Tio Patinhas, sempre com resultados frustrados, porém dando muito trabalho ao Tio Patinhas e por vezes até ao Mickey e ao Coronel Cintra ao Morcego Vermelho e ao Gizmo Pato.
Os Irmãos Metralha foram criados por Carl Barks, e são identificados por seus números de prisioneiro (176-671, 176-761, 176-176, …). Vez ou outra são contratados por Patacôncio para roubar o arquirrival Tio Patinhas. Na animação DuckTales, o trio principal de Irmãos Metralhas são Chico Esperto, Pula e Hamburguer (na versão portuguesa) ou Briguento, Bruto e Burguer (na versão brasileira).
Algumas histórias contam com mais membros da família, como o Vovô Metralha ou a Titia Metralha, que se juntam à quadrilha, mas em geral com os mesmos resultados desastrosos. Em algumas histórias, são mostrados quatro ou até cinco metralhas, apesar dos metralhas recorrentes serem apenas o trio.
Nas histórias produzidas no Brasil nos anos 70 e 80, além do Vovô Metralha que é mostrado sempre com falta de memória, outros parentes ganharam notoriedade, como o Primo Azarado (1313) e o Meio Quilo (1/2), além dos sobrinhos Metralhinhas, rivais dos sobrinhos do Pato Donald.
Outros bandidos de Patópolis, como o Mancha Negra ou o Bafo de Onça, por vezes colaboram, porém com frequência entram em competição com os Metralhas, não raras vezes contribuindo decisivamente para o desastre total e final.

## Irmãos principais
A série animada apresenta um grande número de irmãos, os principais são sete:
- Bigtime Beagle, ChEFE (prisão número 167-671) é o menor, mas é o líder do grupo na ausência da Mamãe Metralha.[1]

- Burger Beagle, Glutton (761-176, às vezes 176-761) foi o membro mais voraz do grupo. Ele pensa em comida nos momentos mais inoportunos – quando o resto de seus irmãos pensa em fuga ou roubo. Se ele não tem permissão para comer, ele pode até começar a ter uma birra. Com a ajuda da comida, é fácil atraí-lo para uma armadilha.

- Bouncer Beagle, Bouncer / Thug / Boxer (716-167) tem um dente está faltando. Em termos de força e tamanho, perde apenas para o banqueiro.[2]

- Baggy Beagle (617-716) era o dono de um sorriso bobo constante e roupas penduradas folgadas. Ele é estúpido, desleixado, impreciso.

- Bankjob Beagle, Banker (671-167, às vezes 614-167) é o maior e mais forte dos irmãos.[3]

- Bebop Beagle, Dança / Beatnik / Bagl (671-761) - Beatnik, usa um boné com uma viseira nas costas, óculos de sol, chinelos em vez de botas e uma jaqueta quase no chão.

- Babyface Beagle (176-167) - o mais infantil dos irmãos, usa um boné com uma hélice na cabeça, o único que nunca tem barba, provavelmente muito jovem.[4]

## Histórias marcantes
- A edição Disney especial de Natal (Disney) de Ouro # 7 de 1985, os Metralhas cavaram um túnel para escapar da prisão e foram parar no País das Maravilhas e tiveram de fugir da Rainha de Copas e de vários outros personagens do lugar mágico. Ao retornarem à prisão pelo mesmo caminho, participaram da festa de Natal ao lado de seus colegas Mancha Negra, Bafo de Onça, Dr. Estigma e vários outros malfeitores de Patópolis.[5]

- Na revista Tio Patinhas n.º 257, de 1986, Tio Patinhas, estressado e cansado de ficar noites em claro para proteger sua caixa-forte dos Irmãos Metralha, incrivelmente decide presenteá-los com sua fortuna e vai morar na casa de seu sobrinho Donald. O trio de bandidos gozou por um pouco de tempo de todos os prazeres do dinheiro, mas logo tiveram os mesmos problemas de Patinhas: gastavam todas as horas do dia cuidando de negócios e toda noite tiveram de proteger a caixa-forte de ladrões, os quais eram seus amigos antes deles ficarem bilionários. Não aguentando tanta pressão, resolvem devolver tudo a Patinhas lhe prometendo não tentarem roubá-lo novamente por algum tempo.[6]

## Dublagem Brasileira
Na dublagem carioca de Ducktales, os três principais metralhas foram dublados por Carlos Marques, Orlando Prado e André Luiz "Chapéu".
Na dublagem paulista de Ducktales, os irmãos foram novamente dublados desta vez por Borges de Barros e Fábio Tomasini.

## Nomes em diferentes países
- : Die Panzerknacker
- : Irmãos Metralha
- : Los Chicos Malos
- : 庀兄弟
- : Los Chicos Malos
- : Braća Buldozi
- : Bjørne-banden
- : Los Golfos Apandadores
- : The Beagle Boys
- : Karhukopla
- : Les Rapetou
- : Μουργόλυκοι (Mourgólyki), Συμμορία των Λύκων (Symmoría ton Lykon)
- : Kasszafúrók
- : Gerombolan Siberat
- : Bjarnabófar
- : La Banda Bassotti
- : ビーグルボーイ
- : Suņapuikas
- : Los Chicos Malos
- : B-gjengen, Knall-gutta
- : Zware Jongens, Brandkastkrakers
- : Bracia Be, Równe Chłopaki
- : Irmãos Metralhas
- : Rafani
- : The Beagle Boys
- : Братья Гавс (Bratya Gavs)
- : Buldogi
- : Björnligan, Björnbusarna, Björnluringarna, Grizzlyligan
- : Karabela Çetesi

## Outras mídias

### Televisão
- Os Irmãos Metralhas fizeram sua estréia animada no curta de 1987 estrelado por Pateta, Sport Goofy in Soccermania, com a voz de Will Ryan. Ao contrário das suas encarnações de DuckTales, os Irmãos Metralhas são descritos como idênticos na aparência e no comportamento, embora faltando os números da prisão de suas contrapartes nos quadrinhos.
- Na série DuckTales (1987-1990), aparecem diferentes Irmãos Metralha, com suas próprias personalidades, e são conduzidos por sua mãe, a Mamãe Metralha. Seu objetivo principal é roubar a fortuna do Tio Patinhas, e para isso eles geralmente se juntam a outros vilões como Mac Mônei e Maga Patalójika.
- Darkwing Duck (1991): Alguns Irmãos Metralhas fazem aparições em um episódio de Darkwing Duck, entre outras agências secretas de SHUSH, junto com Mac Mônei e Maga Patalójika.
- Goof Troop (1992): Dois Irmãos Metralhas fazem aparições em um episódio de Goof Troop, em que eles foram descritos como uma dupla de ladrões de banco, dirigindo em Chicago com vários sacos de dinheiros roubados. Enquanto fugiam da polícia, eles queriam sair da cidade e pararam o carro de fuga para pedir a direção de Eliot Goof (tio-avô do filho de Pateta, Max) antes de retomar o curso.
- Bonkers (1993): Um Irmão Metralha faz uma participação especial em um episódio de Bonkers.
- Quack Pack (1996): Um Irmão Metralha faz uma participação especial em um episódio de Quack Pack como um preso.

- Na série DuckTales (2017), os Irmãos Metalha são divididos em várias gangues menores, como revelado no episódio "The Beagle Birthday Massacre!" e são todos interpretados por Eric Bauza. Gangues dos Irmãos Metralhas (nomes das gangues conforme a dublagem brasileira): 
  - Os Clássicos Originais - Os Irmãos Metralhas principais: Chico Esperto, Pula e Hamburguer (na versão portuguesa) ou Briguento, Bruto e Burguer (na versão brasileira).
  - Os Glamurosos - Um trio de Irmãos Metralha roqueiros.
  - Os Dejá-vi - Um trio de Irmãos Metralha franceses.
  - Os Malvados da Quinta Avenida - Um trio de Irmãos Metralhas brutos.
  - Os Mocinhos da Sexta Avenida - Um trio de Irmãos Metralha bem educados, cavalheiros.
  - Os Superesportistas - Um trio de Irmãos Metralha que andam de esqueite e usam trajes planadores.
  - Os Palhaços - Um trio de Irmãos Metralha que são palhaços góticos.
  - Os Rejeitados - Um trio de Irmãos Metralha não atraentes e incompetentes.
  - Gangue do Vovô Metralha - Um trio que trabalha diretamente para o Vovô Metralha.

### Filmes
- Em Mickey's Once Upon a Christmas (1999), um Irmão Metralha foi visto durante o segmento "A Very Goofy Christmas" em uma participação especial. No meio da curta metragem, o Irmão Metralha em questão foi visto assaltando a casa do Bafo de Onça e foi confundido com o Papai Noel por Pateta e Max até que a polícia chegou.
- Em Mickey, Donald, Goofy: The Three Musketeers (2004), três Irmãos Metralha possuem uma aparência diferente de sua aparência clássica, com pele cinza, uniformes pretos e capuzes. Embora dois deles sejam quase iguais, um deles se destaca por ser menor. Eles ajudam Bafo de Onça, o capitão dos mosqueteiros, a sequestrar a princesa Minnie para se tornar o rei da França. Primeiro eles sequestram Minnie e sua acompanhante Margarida enquanto são escoltados por Mickey, Donald e Patera, a quem Bafo nomeou mosqueteiros por serem incompententes, mas no final eles são derrotados. Eles então sequestram Minnie e Margarida na ópera ao lado de Bafo, e o membro menor se passa por Minnie para nomear Bafo como o novo rei da França. No entanto, Mickey, Donald e Pateta voltam a enfrentá-los, e acabam sendo derrotados, caindo sob o palco da ópera.

### Vídeo Games
- DuckTales (1989) - distribuído pela Capcom em 1989, para o Nintendo Entertainment System (NES) e para o Game Boy em 1990.
- DuckTales: The Quest for Gold (1990)[9]
- Donald Duck: Goin' Quackers (2000)
- Disney Winter Fun (2007)
- Disney Think Fast (2008)
- Donald Duck: Phantom Duck (2008)
- Kingdom Hearts 3D: Dream Drop Distance (2012)'[10]
- Disney Infinity (2013): Os Metralhas aparecem como personagens de cidadãos, também tendo papéis como inimigos.
- DuckTales: Remastered (2013): Eles são vilões recorrentes no jogo.